# NGC 265
NGC 265 ist die Bezeichnung eines offenen Sternhaufens in der Kleinen Magellanschen Wolke, etwa 200.000 Lichtjahre entfernt. Der Durchmesser von NGC 265 beträgt in etwa 65 Lichtjahre. Das Objekt wurde am 11. April 1834 von dem britischen Astronomen John Herschel entdeckt.